# Centó
Un centó és una obra literària o musical composta de fragments de diferents autors o de diferents obres d'un mateix autor. Acostuma a tenir una finalitat paròdica o d'homenatge a l'autor o autors en els que es basa. Foren freqüents en la literatura tardollatina i van mantenir certa popularitat durant l'edat mitjana.
El terme prové del llatí cento, una capa feta de pedaços, i aquest del grec κεντονιον. Els soldats romans utilitzaven aquests centos, o teles velles apedaçades una sobre una altra, per a protegir-se dels cops dels seus enemics.
El centó es va iniciar al segle iv de la mà del poeta llatí Dècim Magne Ausoni que va escriure, per encàrrec de l'emperador Valentinià I, una obra titulada "Centó nupcial" a partir de mitjos versos barrejats d'Homer.
El Cento Virgilianus, és una obra de la poetessa romana Falcònia Proba dirigida a l'emperador Honori suposadament el 393, sobre fets del Nou Testament, derivada de poemes de Virgili
Posteriorment el terme centó s'ha aplicat a tota mena de pastitxos o pupurris, tant musicals com prosaics, dramàtics o discursius.